# المعبر (فلم 2022)
المعبر (بالإنجليزية: Causeway) هو فيلم درامي نفسي أمريكي لعام 2022، من إخراج ليلى نيوغباور، وسيناريو إليزابيث ساندرز ولوك غويبل وأوتيسا موشفيغ، ومن بطولة جينيفر لورنس وبريان تيري هنري، عرض الفيلم لأول مرة عالميًا في مهرجان تورونتو السينمائي الدولي في 10 سبتمبر 2022. وصدر على أبل تي في+ في 4 نوفمبر 2022.

## القصة
تعاني جندية بالجيش الأمريكي من آثار إصابة بالغة بالمخ أثناء الحرب بأفغانستان، وتبدأ في كفاحها لاستعادة حياتها السابقة والتأقلم مع الأمر.

## طاقم التمثيل
- جينيفر لورنس في دور لينزي
- بريان تيري هنري في دور جيمس
- ليندا ايموند في دور جلوريا

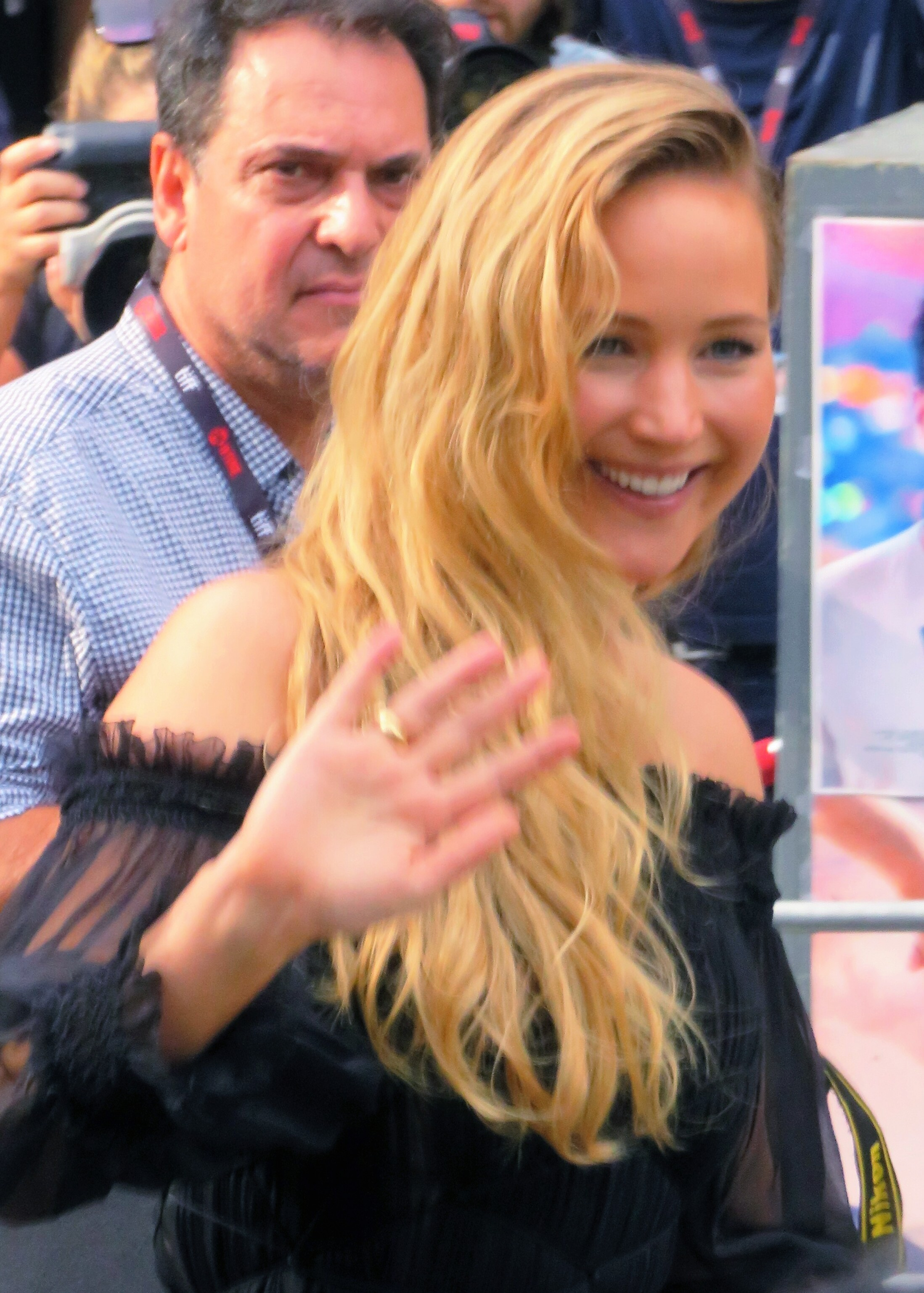
جينيفر لورنس في العرض الأول للفيلم في تورونتو

- ستيفن ماكينلي هندرسون في دور الدكتور لوكاس
- جين هوديشيل بدور شارون
- راسل هارفارد بدور جاستن
- جوشوا هال
- فرد ويلر
- شون كارفاخال
- سوف بولين
- نيل هوف

## روابط خارجية
- مقالات تستعمل روابط فنية بلا صلة مع ويكي بيانات